# NGC 897
NGC 897 é uma galáxia espiral (Sa) localizada na direcção da constelação de Fornax. Possui uma declinação de -33° 43' 15" e uma ascensão recta de 2 horas, 21 minutos e 06,4 segundos.
A galáxia NGC 897 foi descoberta em 19 de Outubro de 1835 por John Herschel.